# The Fremantle Society
La Fremantle Society è un'associazione di difesa e patrocinio del patrimonio culturale della comunità di Fremantle, Australia Occidentale. È stata costituita nel 1972 per migliorare la qualità della vita di Fremantle cercando nello stesso tempo di proteggere il patrimonio storico, artistico, ed ambientale esistente. Non appena il significato del patrimonio edilizio di Fremantle è stato riconosciuto e più rispettato (dal Comune e dai proprietari), l'attenzione della Fremantle Society si è evoluto per proteggere maggiori aree del patrimonio culturale.
Diversi progetti nel tempo hanno evidenziato il patrimonio di Fremantle sostenendo di considerare uno schema di pianificazione del patrimonio.
La natura globale del lavoro delle società è sempre in corso a causa delle pressioni insite da parte degli sviluppatori e altri.
Combattere per Fremantle (Fighting for Fremantle), è una storia della Società di Ron e Dianne Davidson che è stata pubblicata dalla Fremantle Press nel 2010. È stato lanciato dal premier dell'Australia Occidentale, Colin Barnett, alla Victoria Hall.